# ボスニア・ヘルツェゴビナ連邦鉄道
ボスニア・ヘルツェゴビナ連邦鉄道（ボスニア語: Željeznice Federacije Bosne i Hercegovine,ŽFBH）はボスニア・ヘルツェゴビナを構成する構成体のうちボスニア・ヘルツェゴビナ連邦の鉄道事業者である。ボスニア・ヘルツェゴビナにある2つの国営鉄道会社のうちの1つで、もう一方はスルプスカ共和国領域内を運営するスルプスカ共和国鉄道がある。営業距離は608kmである。

## 概要
当鉄道はボスニア・ヘルツェゴビナ連邦政府が出資する国営鉄道で、2001年にいくつかの公共企業とヘルツェグ・ボスネ鉄道 (Željeznice Herceg-Bosne,ŽHB)が統合されて設立された。608kmの営業距離のうち540kmは狭軌で、68kmは標準軌と狭軌の両方を利用した三線軌条となっている。

## 組織
- Nedžad Osmanagić （総裁）[2]
- Šemsudin Zahirović （営業事務局長）[2]
- Refija Musa （法務・人事局長）[2]
- Nijaz Puzić （運行局長）[2]
- Vlado Budimir （インフラ担当局長）[2]

## 車両
| 形式             | 車種             | 車両 |
| ---------------- | ---------------- | ---- |
| JŽ class 441     | 電気機関車       |      |
| HŽ series 6111   | 電車 (EMU)       |      |
| EMD G16          | ディーゼル機関車 |      |
| V 100 (ŽFBH 212) | ディーゼル機関車 |      |